# Dactyloscopidae
Los miraestrellas (Dactyloscopidae) son una familia de peces marinos incluida en el orden perciformes, distribuidos por aguas templadas a tropicales de Norteamérica a Sudamérica.
Generalmente tienen flecos en los labios, subdivididos semejando dedos, así como también tienen salientes en la parte superior del opérculo similares a dedos, de donde deriva del griego su nombre: daktylos (dedos). Los ojos están situados dórsalmente y a veces son protrusibles, con o sin pedúnculo ocular. Tienen una larga aleta dorsal que recorre todo el cuerpo, con numerosas espinas delante y radios blandos en la parte posterior.
La longitud máxima descrita ha sido de unos 15 cm.
Suelen estar enterrados en la arena, bombeando agua a través de las branquias para respirar mediante una bomba situada en el opérculo.

## Géneros y especies
Existen 44 especies agrupadas en 9 géneros:
- Género Dactylagnus (Gill, 1863)
- Género Dactyloscopus (Gill, 1859)
- Género Gillellus (Gilbert, 1890)
- Género Heteristius (Myers y Wade, 1946)
- Género Leurochilus (Böhlke, 1968)
- Género Myxodagnus (Gill, 1861)
- Género Platygillellus (Dawson, 1974)
- Género Sindoscopus (Dawson, 1977)
- Género Storrsia (Dawson, 1982)